# Euphorbia boophthona
Euphorbia boophthona là một loài thực vật có hoa trong họ Đại kích. Loài này được C.A.Gardner mô tả khoa học đầu tiên năm 1942.

## Hình ảnh

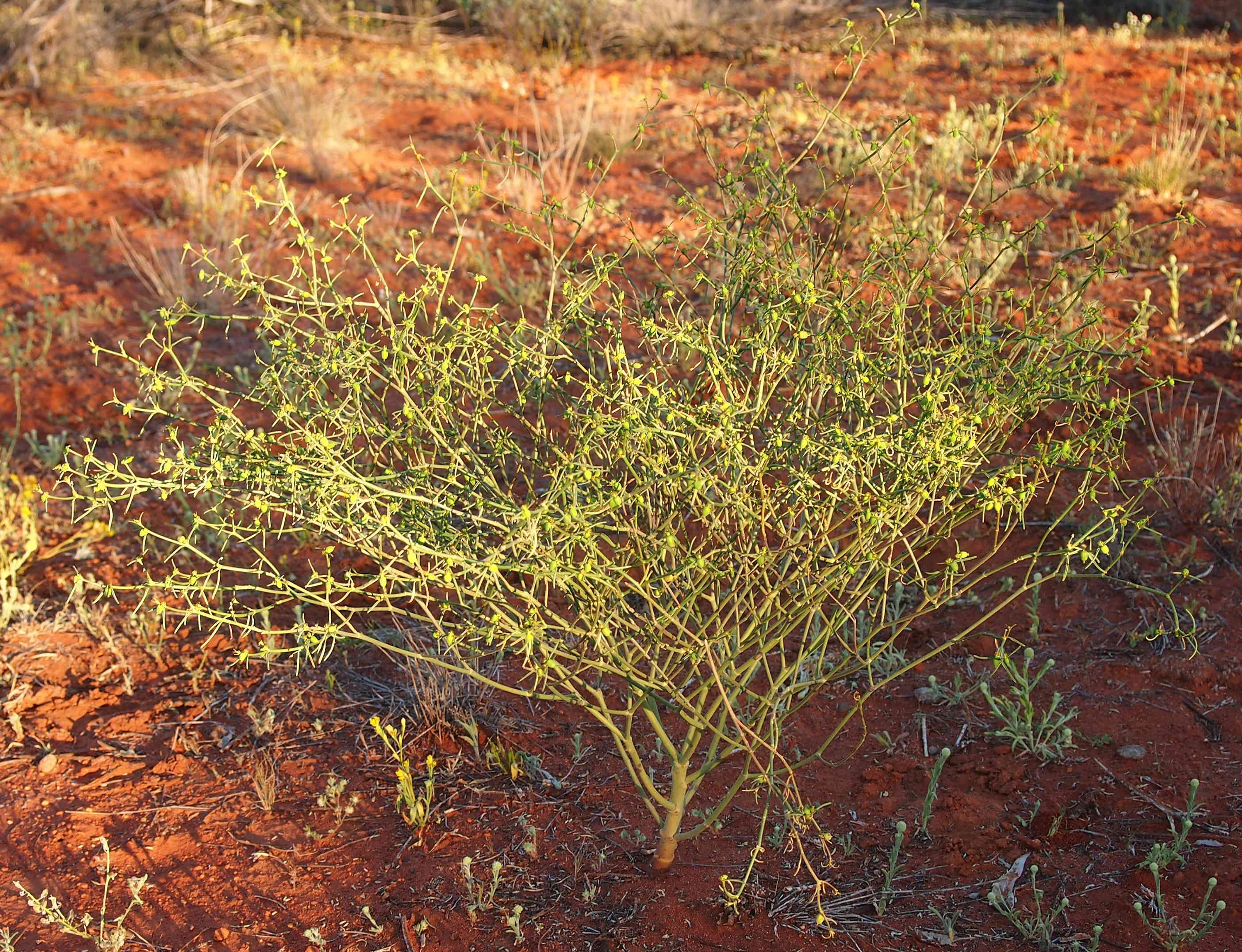